# تريسي ريان (ممثلة)
تريسي ريان هي ممثلة كندية، ولدت في 8 فبراير 1971 في كيتشنر في كندا.

## وصلات خارجية
- تريسي ريان على موقع IMDb (الإنجليزية)
- تريسي ريان على موقع ميوزك برينز (الإنجليزية)
- تريسي ريان على موقع قاعدة بيانات الفيلم (الإنجليزية)